# Finley (North Dakota)
Finley is een plaats (city) in de Amerikaanse staat North Dakota en valt bestuurlijk gezien onder Steele County.

## Demografie
Bij de volkstelling in 2000 werd het aantal inwoners vastgesteld op 515.
In 2006 is het aantal inwoners door het United States Census Bureau geschat op 439, een daling van 76 (-14,8%).

## Geografie
Volgens het United States Census Bureau beslaat de plaats een oppervlakte van
9,0 km², geheel bestaande uit land. Finley ligt op ongeveer 443 m boven zeeniveau.

## Plaatsen in de nabije omgeving
De onderstaande figuur toont nabijgelegen plaatsen in een straal van 32 km rond Finley.